# Hlorantus
Hlorantus (lat. Chloranthus), biljni rod iz porodice hlorantusovki. Sastoji se od 19 vrsta trajn ica i korisnih vazdazelenih grmova iz Indije, Šri Lanke i istočno do Kine (13), Japana, Indokine, Malezija do Nove Britanije), i istočnog Sibira (2)

## Vrste
1. Chloranthus angustifolius Oliv.
2. Chloranthus anhuiensis K.F.Wu
3. Chloranthus coccineus Xin L.Zhao & L.H.He
4. Chloranthus elatior Link
5. Chloranthus flavus D.T.Liu & G.Chen
6. Chloranthus fortunei (A.Gray) Solms
7. Chloranthus henryi Hemsl.
8. Chloranthus holostegius (Hand.-Mazz.) S.J.Pei & Shan
9. Chloranthus insignis Kurz
10. Chloranthus japonicus Siebold
11. Chloranthus multistachys S.J.Pei
12. Chloranthus nervosus Collett & Hemsl.
13. Chloranthus oldhamii Solms
14. Chloranthus quadrifolius (A.Gray) H.Ohba & S.Akiyama
15. Chloranthus serratus (Thunb.) Roem. & Schult.
16. Chloranthus sessilifolius K.F.Wu
17. Chloranthus spicatus (Thunb.) Makino
18. Chloranthus tianmushanensis K.F.Wu